# 単葉関数
単葉関数 (たんようかんすう、英: univalent function)は、複素解析における用語である。複素平面(ガウス平面)上のある開集合(領域)上で定義された複素関数が単射(1対1写像)である場合、その関数は単葉であると表現し、また、その関数を単葉関数と呼ぶ。正則である必要はないが通常は正則な単葉関数を考察の対象にする。このような正則かつ単葉な関数は、英語ではコンフォーマル(Conformal) であると表現するが、日本語では単に単葉正則であると表現する場合が多いようである。

## 基本的な性質

### 定理 (単葉正則関数の基本定理)
{\displaystyle f(z)} を複素平面のある連結領域 D で定義された正則関数とし、その微分を {\displaystyle f'(z)} で表す。
(1) {\displaystyle f(z)} が D で単葉であれば D で {\displaystyle f'(z)\neq 0} である。
(2) D の点 {\displaystyle z_{0}} で {\displaystyle f'(z_{0})\neq 0} であれば、{\displaystyle z_{0}} の近傍 U を、U で{\displaystyle f(z)} が単葉になるように選ぶことができる。

### 証明
(1) D で{\displaystyle f(z)}が単葉正則であるが、{\displaystyle f'(z)} の零点が存在すると仮定して矛盾を導く。
まず、{\displaystyle f'(z)} の零点の内の一つを任意に選んで {\displaystyle z_{0}} とする。{\displaystyle z_{0}} の近傍 U を、その閉包 {\displaystyle {\overline {U}}} がコンパクトで {\displaystyle {\overline {U}}\subset D} となるように選ぶ。 
この仮定の下では、{\displaystyle {\overline {U}}} で {\displaystyle f'(z)} の零点の個数は有限である。なぜなら、零点が無限個存在するとすれば、ボルツァーノ＝ワイエルシュトラスの定理により {\displaystyle {\overline {U}}} において全ての零点の集合は少なくとも1個の集積点を持つことになり、一致の定理から U で {\displaystyle f'(z)=0} となり、{\displaystyle f(z)} は単葉正則という仮定に反するからである。 
U で {\displaystyle z_{0}} 以外に零点が存在する場合は、閉包がその零点を含まないようにUを選び直す（このような操作は零点が有限個であるから可能である）。
{\displaystyle g(z)=f(z)-f(z_{0})} と置けば {\displaystyle g(z_{0})=g'(z_{0})=0} である。従って {\displaystyle z=z_{0}} における {\displaystyle g} の位数は2以上で、これを {\displaystyle n} とすれば {\displaystyle g(z)=(z-z_{0})^{n}g_{1}(z)}、{\displaystyle g_{1}(z_{0})\neq 0} と置くことができる。
{\displaystyle g} は {\displaystyle \partial U} 上で零点を持たず、また {\displaystyle \partial U} はコンパクトであるため、{\displaystyle 0<|\alpha |<\min _{z\in \partial U}|g(z)|} を満たす複素数 {\displaystyle \alpha } を任意に選べば、ルーシェの定理から U における {\displaystyle g(z)} と{\displaystyle h(z)=g(z)+\alpha } の位数を含めた零点の個数はともに {\displaystyle n} となる。 
{\displaystyle h} について、{\displaystyle h(z_{0})=\alpha \neq 0} であり、{\displaystyle h'(z)=f'(z)} は U で {\displaystyle z_{0}} 以外に零点を持たないので、 U における {\displaystyle h} の零点の位数は1である（重根を持たない）。したがって {\displaystyle h} はUで位数1の相異なる零点を {\displaystyle n(\geq 2)} 個持つことになる。
以上から、{\displaystyle f(z)=h(z)+f(z_{0})-\alpha } は U で同じ値となる点を複数持つことになり、{\displaystyle f(z)} が D で単葉であるという仮定に反する。
(2) {\displaystyle g(z)=f(z)-f(z_{0})} と置き、(1) と同様にして、{\displaystyle z_{0}} の近傍 U を、{\displaystyle {\overline {U}}} がコンパクトで、その上では {\displaystyle z_{0}} のみが {\displaystyle g(z)} の零点となるように選ぶ。
{\displaystyle g(z_{0})=0}、{\displaystyle g'(z_{0})=f'(z_{0})\neq 0} であるから {\displaystyle z_{0}} は {\displaystyle g} の1位の零点である。
{\displaystyle g} は {\displaystyle \partial U} 上で零点を持たず、また {\displaystyle \partial U} はコンパクトであるため、{\displaystyle 0<|-\alpha |<\min _{z\in \partial U}|g(z)|} を満たす複素数 {\displaystyle \alpha } を任意に選べば、ルーシェの定理から U における {\displaystyle g(z)} と {\displaystyle g(z)-\alpha } の零点の全位数は共に1である。
すなわち、{\displaystyle g(z)=\alpha } となる点が U においてただ一つ存在する。{\displaystyle V=\{z\mid |g(z)|<\min _{z\in \partial U}|g(z)|\}\subset U} と置けば、V 上で {\displaystyle g(z)} および {\displaystyle f(z)=g(z)+f(z_{0})} は単葉である。

### 系
{\displaystyle f(z)} を複素平面のある領域 D で定義された単葉正則関数とすれば、{\displaystyle f(z)} は単葉正則な逆写像 {\displaystyle f^{-1}(\omega )} を持ち、連鎖律から、
{\displaystyle {\frac {df^{-1}(\omega )}{d\omega }}={\frac {1}{f'(z)}},\quad \omega =f(z)}
となる。

## 関連する定理
単葉関数と関連する重要な定理がいくつか知られているが、ここでは次の一例のみを紹介する(この定理はリーマンの写像定理を証明する際に必要となる)。

### 定理 (単葉正則関数の収束定理)
複素平面のある領域 D で定義された単葉正則関数の列 { fn(z) } ( {\displaystyle n\in \mathbb {N} } ) が f (z) に広義一様収束するのであれば、f (z) は D で単葉正則関数かまたは定数となる。

### 証明
まず、 { fn(z) } が単葉正則関数であっても f (z) が定数となる例として fn(z) = z / n がある。当然 f (z) は定数 0 となる。
次に、 D で f (z)  が定数でも単葉関数でもないと仮定する。この場合、少なくとも、f (z1)  = f (z2)  = α となる  D 内の異なる2点、z1、 z2 が存在するはずである。
gn(z) = fn(z) − α、g (z) = f (z) − αと定義すれば、 { gn(z) } は D で定義された単葉関数の列であり、g (z) に広義一様収束する。
z1、z2 を含み、その閉包 {\displaystyle {\overline {D'}}\ } が D に含まれる有界な領域 {\displaystyle D'\ } を選ぶことができる。 {\displaystyle {\overline {D'}}\ } は有界な閉集合としてコンパクトであり、 { gn(z) } は{\displaystyle {\overline {D'}}\ }で g (z) に一様収束する。
上の仮定の下では、{\displaystyle {\overline {D'}}\ }で g (z) の零点の個数は有限である。なぜなら、零点が無限個存在するとすれば、{\displaystyle {\overline {D'}}\ }はコンパクトであるからボルツァーノ＝ワイエルシュトラスの定理により全ての零点の集合は少なくとも1個の集積点を持つことになり、一致の定理から g (z) は D で 0 となるが、これは f (z)  が定数でないという仮定に反するからである。
{\displaystyle D'\ }の境界 {\displaystyle \partial D'\ }上に g (z) の零点があると都合が悪いので、そのような場合には{\displaystyle {\overline {D'}}\ }の内側に、z1、z2 を含み、しかもその境界上に g (z) の零点が来ないように領域を取り、これを改めて {\displaystyle D'\ }とする(このような操作は g (z) の零点が有限個であるから可能である)。
g (z) は {\displaystyle \partial D'\ }に零点を持たず、また {\displaystyle \partial D'\ } はコンパクトであるから、 {\displaystyle \partial D'\ } 上の|g (z) | の最小値は正数である。これをεとする。
{ gn(z) } は{\displaystyle {\overline {D'}}\ }で g (z) に一様収束するから、ある N ∈ {\displaystyle \mathbb {N} } が存在して n ≥ N であれば |gn(z) − g (z) | < εとできる。
従って、 n が十分大きな自然数であれば、 {\displaystyle \partial D'\ } 上で |g (z) | > |gn (z) − g (z) | とでき、ルーシェの定理により{\displaystyle D'\ } での gn (z) と g (z) の零点の個数は一致するはずであるが、gn (z) は単葉関数であるから零点の個数は高々1であり(上記基本定理から単葉正則関数の微分は 0 にならないのでその零点の位数は1である)、一方 g (z) のそれはz1、z2 を含めて2以上であるから矛盾である。従って、 D で g (z) は定数でなければ単葉関数であることになる。

## 例
{\displaystyle |a|<1} である任意の複素数  a  に対して {\displaystyle \phi _{a}(z)={\frac {z-a}{1-{\bar {a}}z}}\ } と定義すると、 {\displaystyle \phi _{a}} は単位開円板 {\displaystyle \{z\mid |z|<1\}} をそれ自身に写像するが、これは単位開円板を定義域とする単葉関数となる(この関数もリーマンの写像定理を証明する際に何度も繰り返して使用され、重要な働きをする)。

## 実関数との比較
複素解析関数 (正則関数に一致する) の場合と異なって、実解析関数の場合では、上記のような性質は成り立たない。例えば ƒ(x) = x3 を考えると、これは
{\displaystyle f:(-1,1)\to (-1,1)\,}
であり、この定義域で明らかに単射であるが、その微分はx = 0 で 0 であり、その逆写像は区間 (−1, 1)に渡って解析的ではない。ただし逆写像はx = 0 を除いて区間 (−1, 1)に渡って微分可能である。